# Сосново-дубові насадження (Костопільський район)
Сосно́во-дубо́ві наса́дження — лісове заповідне урочище в Україні. Розташоване в межах Костопільського району Рівненської області. 
Площа 7,2 га. Створене рішенням Рівненського облвиконкому № 343 від 22.11.1983 року. Землекористувач: ДП «Костопільський лісгосп» (Мащанське лісництво, кв. 54, вид. 8, 11). 
Заповідне урочище — це мальовнича ділянка високопродуктивних сосново-дубових насаджень. У першому ярусі ростуть сосна, дуб, береза заввишки до 38-39 м. Є старі дуби віком до 250 років. У другому ярусі — граб звичайний заввишки 12-15 м. Вік дерев понад 150 років. Умови зростання — свіжий сугруд.